# خانه سید محمود فاطمی‌نژاد
خانه سید محمود فاطمی نژاد مربوط به دوره قاجار است و در شیراز، ابتدای گذر سنگ سیاه، کوچه پشت بیت المهدی واقع شده و این اثر در تاریخ ۱۰ خرداد ۱۳۸۲ با شمارهٔ ثبت ۸۶۹۷ به‌عنوان یکی از آثار ملی ایران به ثبت رسیده است.